# آلوین ام. واینبرگ
آلوین ام. واینبرگ (انگلیسی: Alvin M. Weinberg؛ زاده ۲۰ آوریل ۱۹۱۵ درگذشته ۱۸ اکتبر ۲۰۰۶) یک دانشمند اهل ایالات متحده آمریکا بود.